# Keltischer Göttername
Ein keltischer Göttername gehört in der Namenforschung zur Gattung der Sakralnamen im Keltischen und benennt namentlich einen Gott mit einem Nomen proprium (Eigennamen) oder mit einem Cognomen (Beinamen). Vor allem in Ortsnamen und Personennamen der keltischen Sprachen, aber auch in anderen Sprachen, beispielsweise in Latein, kommt als Bestandteil ein keltischer Göttername vor. Solche Namen werden in der Namenkunde als theophore Namen aufgefasst.
Die Anthroponymie sieht auch die Namen für mythische Wesen als Personennamen an, so auch Namen für Dämonen, Gottheiten oder personifizierte Tiere im keltischen Kulturraum.

## Zur Überlieferung keltischer Götternamen
Aus dem keltischen Kulturraum sind Götternamen vor allem in Weihinschriften der römischen Zeit und mitunter in Nachrichten der antiken Autoren überliefert. Die Weihinschrift zeichnet sich aus durch das Prinzip der Interpretatio Romana, das zahlreiche unterschiedliche keltische Namen oder Beinamen mit einigen wenigen römischen Götternamen verbindet – etwa ein Apollo Amarcolitanus („dessen Blick weit ist“), Apollo Anextlomarus („großer Beschützer“), Mars Iovantucarus („der die Jugend liebt“) und Mercurius Arvernorix („König der Arverner“).
Oftmals kommen in den Inschriften männliche und weibliche Gottheiten als ein Götterpaar vor und es tragen beide Partner – oder zumindest die Göttin – noch den ursprünglichen keltischen Namen, so etwa Ucuetis und Bergusia, Borvo und Damona, Apollo Grannus und Sirona, sowie Mars Leucetius und Nemetona. Ob der Gott und die Göttin bei allen diesen Paaren als Gatten fungieren, ist nicht erforscht. Denkbar wäre hingegen auch, dass zwei Gottheiten allein wegen ihrer ähnlichen Funktionen oder Zuständigkeitsbereiche gleichgesetzt wurden.
Insbesondere im Rheinland sind als Dreiergruppen die Matronen anzutreffen, mitunter finden sie sich auch in Britannien und Südfrankreich. Ebenso kommen vor allem im Rheinland seit der frühen Römischen Kaiserzeit die Jupitergigantensäulen vor. Ferner finden sich Heilgötter, die an Quellheiligtümern verehrt wurden.
Die Namen und die Darstellungen gallischer Götter sind oft mit bestimmten Tieren verbunden, etwa mit dem Bären, dem Eber, dem Hirsch und dem Stier, oder deren Attributen.
Auffällig ist, dass die in der antiken Literatur erwähnten keltischen Gottheiten dem Zeugnis der Weihinschriften nach nicht als Indiz für deren herausgehobene Bedeutung zu werten sind. So erwähnt etwa Lucan im De bello civili in einer vielkommentierten Stelle die drei Götter Teutates, Esus und Taranis, doch begegnet Teutates nur in vier Weihinschriften, Esus nur auf dem zuvor schon erwähnten Nautenpfeiler und Taranis kommt bisher in diesen Inschriften als Göttername überhaupt nicht vor.
Namen wie Teutates (als Ableitung von *teutā, „Stamm“) oder Anextlomarus („großer Beschützer“) waren möglicherweise nur schmückende Beinamen und lassen sich wohl auch auf ganz unterschiedliche Götter beziehen. Dafür spricht auch, dass eine ganze Reihe keltischer Appellativa, darunter Albiorix, Atepomarus, Camulorix, Caturix und Moritasgus sowohl als Götter- wie auch als Personennamen belegt sind.
Für die Kultur der Gallier lasse sich wohl kaum ein hierarchisch gegliedertes Götter-Pantheon annehmen, so Bernhard Maier, da viele Gottheiten nach dem Zeugnis der Weihinschriften nur lokale oder regionale Gestalten darstellen.